# Andrea Gardner
Andrea Shantia Gardner, coniugata Combs (Washington, 23 dicembre 1979), è un'ex cestista statunitense, professionista nella WNBA.

## Carriera
È stata selezionata dalle Utah Starzz al secondo giro del Draft WNBA 2002 (27ª scelta assoluta).